# Bryan Brown
Bryan Neathway Brown (Panania, Új-Dél-Wales, Ausztrália, 1947. június 23. –) ausztrál színész, rendező, producer, keménykötésű, katonás férfikarakterek megformálója.
 
Az 1970-es évek végétől napjainkig nagyszámú filmes és televíziós mű közreműködője, mind szülőhazájában, mind  Nagy-Britanniában és az Egyesült Államokban.  Az Ausztrália Rendje kitüntetés birtokosa.

## Élete

### Színészi pályája
1964-ben költözött Nagy-Britanniába. A londoni Old Vic színházban dolgozott, kisebb szerepeket játszott. Később visszatért Ausztráliába, és a Queensland Theatre társulatának tagja lett. Szerepelt néhány televíziós sorozatban, többek között A tövismadarakban, amely Colleen McCullough ausztrál írónő hasonló című regényéből készült, Richard Chamberlain és Rachel Ward főszereplésével. A sorozat nemzetközi sikert aratott, itt nyújtott alakításáért Brownt Golden Globe-díjra és Emmy-díjra jelölték, de nem ő nyerte el.
Világszerte ismertséget szerzett az 1986-os Trükkös halál és az 1991-es Trükkös halál 2. bűnügyi thrillerek főszereplőjeként. Az 1988-as Koktél c. filmben Tom Cruise mellett játszott, az 1988-as Gorillák a ködben c. dokumentum-filmdrámában Sigourney Weaver partnereként tűnt fel. Egymás után kapta a főszerepeket sikerfilmekben, így az 1990-es Véreskü-ben, az 1991-es Szélhámosok hajójában, az 1991-es Dead in the Water-ben Teri Hatcher és Veronica Cartwright mellett, az 1992-es Kend a portásra! c. vígjátékban Dudley Moore-ral, az 1996-os Dead Heart-ban és az 1998-as Kutyakölykök-ben Tia Carrere partnereként). Alan White rendező 2000-ben bemutatott Kockázat című pszichothrillerben nyújtott John Kriesky-alakításáért az Ausztrál Filmkritikusok Díjára jelölték.
2005-ben megkapta az Ausztrália Rendje kitüntetést. Napjainkban is aktívan dolgozik, mozifilmekben és televíziós produkciókban egyaránt.

### Magánélete
1983-ben feleségül vette Rachel Ward angol színésznőt, akivel A tövismadarak forgatásán ismerkedett meg. Két leányuk és egy fiuk született. A három gyermekből ketten, Matilda (*1987) és Joe (*1992) szintén színészként dolgoznak.

## Fontosabb filmszerepei
- 1975: Scobie Malone; rendőr (Brian Bronn néven)
- 1977: The Love Letters from Teralba Road; Len
- 1978: Az ír férfi (The Irishman); Eric Haywood
- 1978: Weekend of Shadows; Bennett
- 1978: Jimmie Blacksmith dala (The Chant of Jimmie Blacksmith); Shearer
- 1978: Newsfront; Geoff
- 1978: Against the Wind; tévé-minisorozat; Michael Connor
- 1978: Money Movers; Brian Jackson
- 1978: Third Person Plural; Mark
- 1979: The Odd Angry Shot; Rogers
- 1979: Cathy’s Child; Paul Nicholson
- 1980: ’Betörő’ Morant (’Breaker’ Morant); Peter Handcock hadnagy
- 1980: Stir; China Jackson
- 1980: Blood Money; Brian Shields
- 1981: A Town Like Alice; tévé-minisorozat; Joe Harman
- 1981: Winter of Our Dreams; Rob
- 1982: Távol-Kelet (Far East); Morgan Keefe
- 1983: A tövismadarak (The Thorn Birds / Dornenvögel); tévé-minisorozat; Luke O′Neill
- 1984: Kim; tévéfilm; Mahbub Ali
- 1984: Add át üdvözletem a Broad Streetnek (Give My Regards to Broad Street); Steve
- 1985: The Empty Beach; Cliff Hardy
- 1985: Rebel; Tiger
- 1986: Trükkös halál (F/X); Roland Tyler
- 1986: Tai Pan; Dirk Struan
- 1987: A hűség határai (The Umbrella Woman); Sonny Hills
- 1987: Vándortarisznya (The Shiralee); tévé-minisorozat; Macauley
- 1988: Koktél (Cocktail); Doug Coughlin
- 1988: Gorillák a ködben (Gorillas in the Mist: The Story of Dian Fossey); Bob Campbell
- 1990: A véreskü (Blood Oath / Prisoners of the Sun); Cooper százados
- 1991: Trükkös halál 2. (F/X2); Rollie Tyler
- 1991: Szélhámosok hajója (Sweet Talker); Harry Reynolds
- 1991: Dead in the Water; tévéfilm; Charlie Deegan
- 1992: Kend a portásra! (Blame It on the Bellboy); Mike Lawton / Charlton Black
- 1992: Devlin, a trükkös zsaru (Devlin); tévésorozat; Frank Devlin
- 1993: Az utolsó ügy (The Last Hit); tévéfilm; Michael Grant
- 1993: Ókori magánnyomozó (Age of Treason); tévéfilm; Marcus Didius Falco
- 1994: A vándor (The Wanderer); tévésorozat; Adam / Zachary
- 1995: Testmasszázs (Full Body Massage); Fitch
- 1996: Dead Heart; Ray Lorkin
- 1997: Twisted Tales; tévé-minisorozat; Jack Jackson
- 1997: Nemo kapitány és a víz alatti város (20,000 Leagues Under the Sea); tévé-minisorozat; Ned Land szigonyos
- 1998: Kutyakölykök (Dogboys); tévéfilm; Robert Brown kapitány
- 1998: Határsávban (On the Border); tévéfilm; Barry Montana
- 1999: Drága Klaudia (Dear Claudia); Walter Burton
- 1999: Kéz és ököl (Two Hands); Pando
- 1999: Ahol a grizzlyk élnek (Grizzly Falls); Tyrone Bankston
- 1999: Utazás a Föld középpontja felé (Journey to the Center of the Earth), tévé-minisorozat; Casper Hastings
- 2000: Kockázat (Risk); John Kriesky
- 2000: Veszélyes jövő (On the Beach); Dr. Julian Osborne
- 2001: Veszélyes gyémántok (Styx); Art
- 2002: Mocskos játékok (Dirty Deeds); Barry Ryan
- 2003: Settenkedők (Footsteps); tévéfilm; Eddie Bruno
- 2004: Derült égből Polly (Along Came Polly); Leland Van Lew
- 2004: Bosszú és újrakezdés (Revenge of the Middle-Aged Woman); tévéfilm; Hal Thorne
- 2005: Gyilkos cápák – Veszedelmes vizeken (Spring Break Shark Attack); Joel Gately
- 2005: A Poszeidon katasztrófa (The Poseidon Adventure); tévéfilm; Jeffrey Eric Anderson
- 2007: Joanne Lees: Murder in the Outback; Rex Wild
- 2008: Cactus; Rosco
- 2008: Út a szívhez (Dean Spanley); Wrather
- 2008: Ausztrália (Australia); King Carney
- 2009: Gyönyörű Kate (Beautiful Kate); Bruce
- 2010: Limbo; Daniel
- 2011: A szerelemmadár (Love Birds); Dr. Buster
- 2012: A férjem védelmében (The Good Wife); tévésorozat; Jack Copeland
- 2013: Better Man; tévé-minisorozat; Lex Lasry
- 2013: Az engedetlen katona (An Accidental Soldier); Foster százados
- 2013: The Darkside; önmaga
- 2014: Old School; tévé-minisorozat; Lennie Cahill
- 2014: Gyilkosság három felvonásban (Kill Me Three Times); Bruce Jones
- 2014: Lessons from the Grave; tévé-minisorozat; Douglas
- 2015 Deadline Gallipoli; tévé-minisorozat; Bridges tábornok
- 2015: Let’s Talk About; tévé-minisorozat; Barry Hardliner
- 2016: Egyiptom istenei (Gods of Egypt); Ozirisz
- 2016: Fény az óceán felett (The Light Between Oceans); Septimus Potts
- 2016: Vörös kutya: A kezdetek (Red Dog: True Blue); nagypapa
- 2017: Australia Day; Terry Friedman
- 2017: Veszett vidék (Sweet Country); Fletcher őrmester
- 2018: Nyúl Péter (Peter Rabbit); animációs film; Nyúl Péter apjának hangja
- 2019: Palm Beach; Frank
- 2019: Halal Gurls; tévé-minisorozat; Gordon
- 2019-2020: Virágzás (Bloom); tévésorozat; Ray Reed
- 2020: Hungry Ghosts; tévé-minisorozat; Neil Stockton
- 2021: The Moth Effect; tévé-minisorozat; Ted
- 2022: Darby and Joan; tévé-minisorozat; Jack Darby

## Elismerései, díjai
- 1989: Logie Hall of Fame (televíziós szakmai kitüntetés)
- 1999: az Ausztrál Filmintézet díja (Australian Film Institute Award), a legjobb férfi mellékszereplőnek, a7 1980-as ′Betörő′ Morant és az 1999-es Kéz és ököl-beli alakításaiért.
- 2005: Ausztrália Rendje kitüntetés
- 2013: Sydney Bankstown negyedének színháza felvette a nevét (Bryan Brown Theatre & Function Centre)
- 2018: Longford Lyell-díj, az AACTA díjosztón